# Joan Llaneras
Joan Llaneras Rosselló (* 17. května 1969 Porreres) je bývalý španělský cyklista.
V letech 1991–1995 se bez větších úspěchů věnoval silniční cyklistice v týmu ONCE. Pak se rozhodl zaměřit na dráhovou cyklistiku, konkrétně na bodovací závod a madison. Vyhrál olympijský bodovací závod v letech 2000 a 2008 a s bilancí dvou zlatých a dvou stříbrných medailí je historicky nejúspěšnějším španělským olympionikem, získal také sedm titulů mistra světa. V madisonu byl jeho nejčastějším spolujezdcem Isaac Gálvez, který v roce 2006 tragicky zahynul při šestidenním závodě v Gentu. Získal vyznamenání Real Orden del Mérito Deportivo a Distinció Cornelius Atticus, v letech 1997 a 2000 byl zvolen španělským sportovcem roku. V lednu 2009 ukončil kariéru a působí jako trenér cyklistické mládeže ve městě Palma de Mallorca.

## Výsledky
- 1996
  - 1. místo v bodovacím závodě na mistrovství světa
- 1997
  - 1. místo v madisonu na mistrovství světa s Miguelem Alzamorou Rierou
- 1998
  - 1. místo v bodovacím závodě na mistrovství světa
- 1999
  - 1. místo v madisonu na mistrovství světa s Isaacem Gálvezem
- 2000
  - 1. místo v bodovacím závodě na mistrovství světa
  - 2. místo v madisonu na mistrovství světa
  - 1. místo v bodovacím závodě na olympijských hrách
  - 1. místo na šestidenní v Grenoblu s Isaacem Gálvezem
- 2001
  - 2. místo v madisonu na mistrovství světa s Isaacem Gálvezem
- 2003
  - 2. místo v bodovacím závodě na mistrovství světa
- 2004
  - 2. místo v bodovacím závodě na olympijských hrách
  - 1. místo v celkové klasifikaci světového poháru
- 2005
  - 3. místo v bodovacím závodě na mistrovství světa
- 2006
  - 1. místo v madisonu na mistrovství světa s Isaacem Gálvezem
- 2007
  - 1. místo v bodovacím závodě na mistrovství světa
- 2008
  - 1. místo v bodovacím závodě na olympijských hrách
  - 2. místo v madisonu na olympijských hrách s Antoniem Taulerem
  - 1. místo na šestidenní v Miláně s Paolem Bettinim